# Hausanschlussraum
Ein Hausanschlussraum (HAR) ist der Raum eines Hauses, in welchem sich der Hausanschluss mit den innenliegenden Anschlussleitungen und Betriebseinrichtungen für die Wasserver- und -entsorgung eines Hauses, der Gas- und Fernwärmeversorgung sowie den elektrischen Leitungen und der Telekommunikationsanlage befinden. Zudem werden im Hausanschlussraum die Leitungen an sogenannten Verteilern bestimmungsgemäß verzweigt.
Im Hausanschlussraum sind alle zur Versorgung gehörenden Einrichtungen nach den Vorgaben der Netzbetreiber installiert, um sie sicher bedienen, warten und instand setzen zu können.

## Normative Bestimmungen
Die Installation, Betriebseinrichtungen und Sicherheitsvorschriften sowie die Gestaltung des Raumes sind in der DIN 18012 festgelegt. Für Ein- und Zweifamilienhäuser sind Hausanschlussräume nicht vorgeschrieben und die Netzanschlüsse werden an einer geeigneten Hausanschlusswand oder Hausanschlussnische installiert.

## Ausführung des Hausanschlussraums
Um die Anschlussleitungen kurz zu halten, werden Hausanschlussräume bevorzugt im Keller an der Außenwand eines Gebäudes zur Straßenseite hin vorgesehen. Es sind trockene Räume ohne Durchgang, die für Unbefugte nicht zugänglich, für Anschlussnehmer und Anschlussnutzer sowie die Feuerwehr aber jederzeit zu betreten sein müssen. Es wird davon ausgegangen, dass sich die Feuerwehr mit der mitgeführten Ausrüstung auch bei verschlossener Tür umgehend Zugang verschaffen kann.
Die Größe und Anzahl der Hausanschlussräume richten sich nach der Anzahl der Anschlüsse und Betriebseinrichtungen, die in den Anschlussräumen untergebracht werden sollen. Es sollte stets eine Bedienungs- und Arbeitsfläche mit einer Tiefe von mindestens 1,2 m vorhanden sein.
Die Mindestabmessungen betragen bis ca. 30 Wohneinheiten (WE): Tiefe 1,80 m, Länge 2,0 m, Höhe 2,0 m. Sofern auch ein Fernwärmeanschluss vorgesehen ist, gelten diese Maße nur bis ca. 10 WE.
Wenn vorauszusehen ist, dass sich die Raumtemperatur durch die Anlagen des Fernwärmeanschlusses auf mehr als 30 °C erhöht, muss für den Fernwärmeanschluss ein separater HAR vorgesehen werden.

## Versorgungsleitungen
Im Hausanschlussraum befinden sich in der Regel folgende Anschlüsse:
- Elektrischer Anschluss mit dem Hausanschlusskasten; Hauptpotentialausgleich mit Potentialausgleichsschiene, optional auch Stromzählerkasten
- Trinkwasserversorgung mit Hauptabsperreinrichtung, Wasserzähler, KFR-Ventil, Filter, Rohrtrenner EA1 und Druckminderer, falls erforderlich
- Abschlusspunkt der Telekommunikationskabel
- Gasversorgung mit Hauptabsperreinrichtung, sofern erforderlich auch Druckregler, optional auch Gasströmungswächter und Gaszähler
- Hausanschlussstation der Fernwärmeversorgung

Zusätzlich können Revisionsschächte der Grundleitung des Regenwasser- und Schmutzwasserablaufs im Kellerboden vorgesehen werden. Mitunter wird auch ein Bodenablauf eingerichtet, der das beim Entleeren der Wasserleitungen des Hauses oder dem Wechsel des Wasserzählers anfallende Wasser aufnimmt.